# Bryan Colangelo

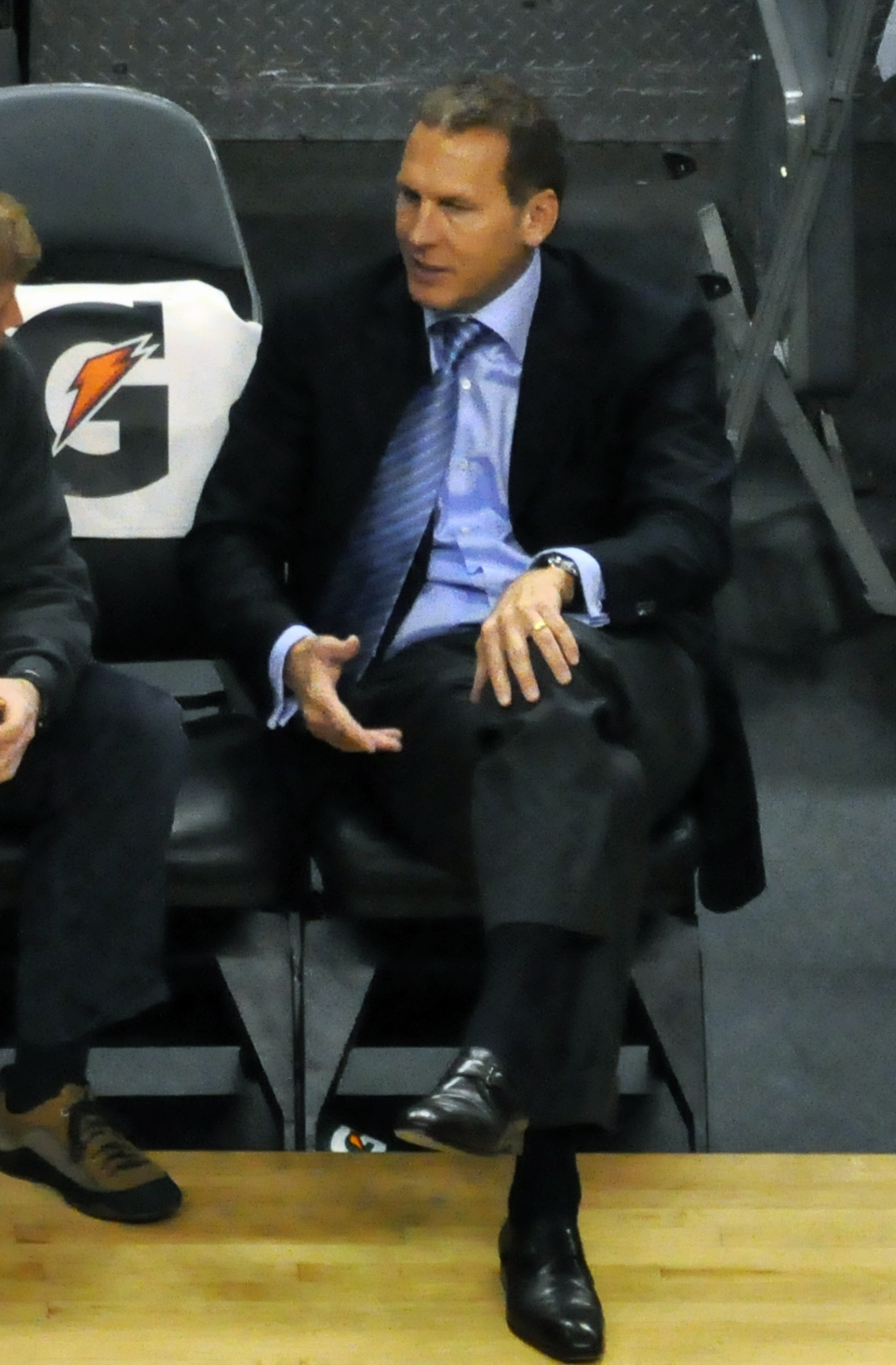
Bryan Colangelo (2009)

Bryan Paul Colangelo (* 1. Juni 1965 in Chicago, Illinois) ist ein US-amerikanischer Basketballmanager und Geschäftsmann.
Im Jahr 1991 begann Colangelo eine Tätigkeit im Management der Phoenix Suns, deren Geschäftsführer zum damaligen Zeitpunkt Colangelos Vater, Jerry, war. 1995 übernahm Bryan die Tätigkeit als General Manager von seinem Vater. Im Rahmen dieser Tätigkeit wurde Colangelo im Jahr 2005 als NBA Executive of the Year ausgezeichnet – eine Auszeichnung, die sein Vater zuvor vier Mal gewann.
Im Februar 2006 trat Colangelo als General Manager in Phoenix zurück und übernahm nur zwei Tage später diese Position bei den Toronto Raptors. Dort wurde er 2007 erneut als NBA Executive of the Year ausgezeichnet. Im Juni 2013 endete Colangelos Engagement in Toronto.  
Im April 2016 übernahm Colangelo die Rolle als Verantwortlicher für die Basketballtätigkeiten bei den Philadelphia 76ers. In Folge von Ermittlungen bezüglich Diffamierungen und Verbreitung von Team-Interna über gefälschte Twitter-Accounts trat Colangelo im Juni 2018 von seinem Posten zurück.